# Junshi

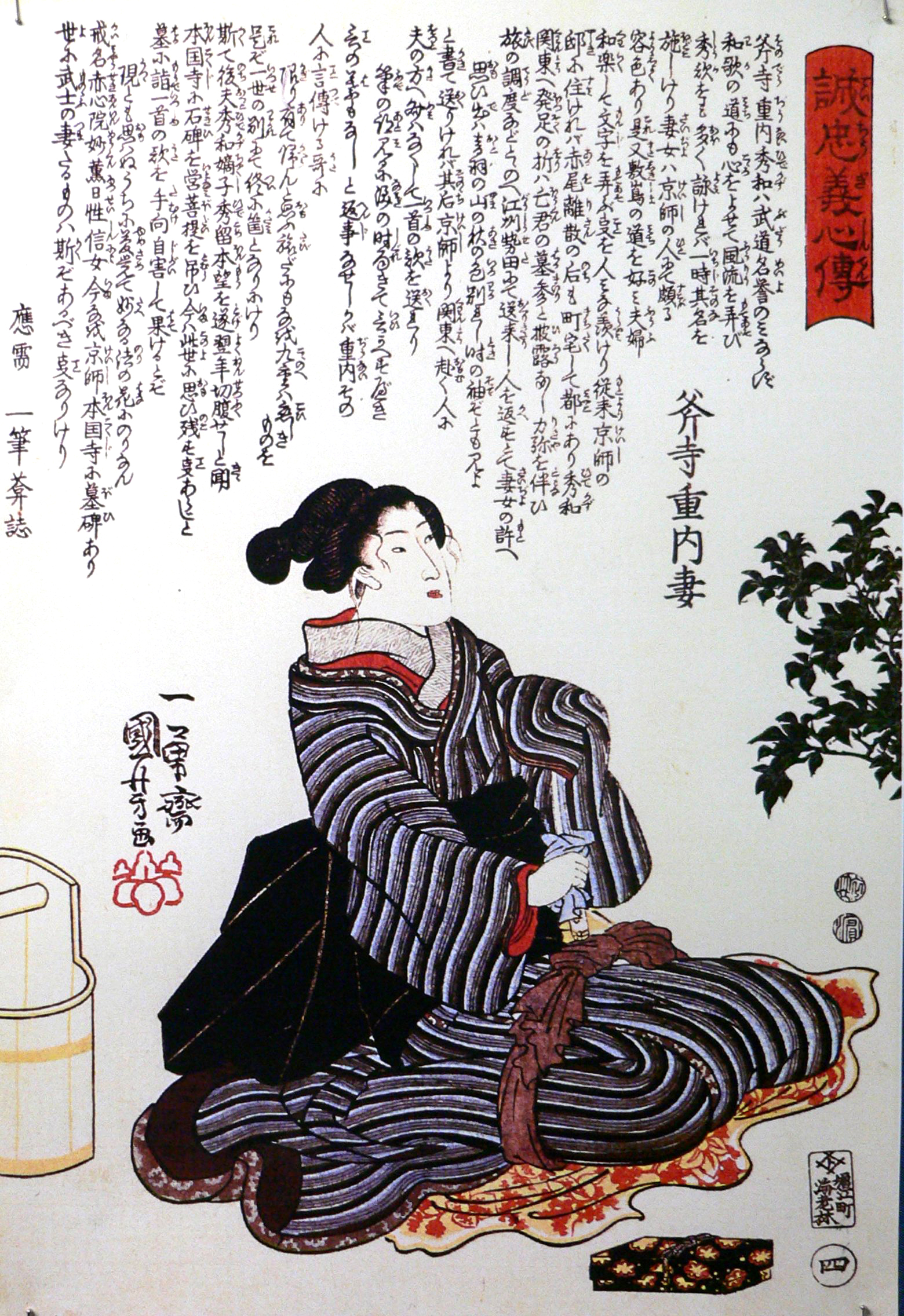
Un grabado en madera que representa a la esposa de Onodera Junai, uno de los 47 rōnin. Ella se prepara para seguir a su esposo hasta la muerte.

Junshi (殉死, siguiendo al señor en la muerte, a veces traducido como "suicidio a través de la fidelidad") se refiere al acto medieval japonés de vasallos que cometen seppuku (un suicidio voluntario) por la muerte de su señor. Originalmente solo se realizaba cuando el señor resultaba muerto en la batalla o era asesinado.

## Antecedentes
La práctica es descrita por las crónicas chinas, que describen al pueblo Yamato (los japoneses), que se remontan al siglo VII. Según el Weizhi (Crónica de Wei), un decreto en el 646 prohibió el junshi, pero obviamente se siguió practicando durante siglos después.
Bajo el shogunato Tokugawa, la batalla y la guerra eran casi desconocidas, y el junshi se hizo bastante popular entre los vasallos, incluso cuando sus amos murieron naturalmente, o de alguna otra manera no habían encontrado un final violento. No había reglas fijas para el junshi, y hasta cierto punto dependía de las circunstancias, la importancia del señor y la estima en la que sus seguidores lo sostenían, así como la forma de su muerte. El junshi también podría llevarse a cabo independientemente de si el señor había muerto de una enfermedad, caído en el campo de batalla o cometido seppuku.

## Ejemplos
Un ejemplo es el suicidio de siete páginas de 1607 tras la muerte de Matsudaira Tadayoshi y Yūki Hideyasu. Esto ocurrió incluso en los niveles más altos de poder en ocasiones. Tokugawa Hidetada fue seguido hasta la muerte por uno de sus Consejeros Mayores (Rōjū), y en 1651, cuando el shōgun Tokugawa Iemitsu murió, trece de sus asesores más cercanos (incluidos dos Rōjū) se suicidaron, cambiando dramáticamente el equilibrio del consejo, como resultado de las opiniones políticas de quienes se quedaron. Como resultado de que Junshi se practicara tan ampliamente, varios daimyo lo prohibieron. Fue prohibido por el clan Saga en 1661, y luego completamente en la versión del Buke Sho-Hatto (La Ley de las Casas Militares) por el cuarto shōgun Tokugawa Ietsuna (1651-1680) en 1663; el junshi fue visto por el bakufu para contener ciertos elementos de sedición. La aplicación de esta ley fue estricta y funcionó de la manera tradicional japonesa al culpar por una instancia del junshi al hijo o sucesor del difunto señor cuya muerte lo había ocasionado. Mientras mostraban lealtad a su señor muerto al seguirlo hasta la muerte, los criados podrían al mismo tiempo poner en grave peligro la carrera de su sucesor, y posiblemente arruinar su casa entera a través de la confiscación por parte de las autoridades del feudo. La práctica continuó, sin embargo. En 1668, cuando murió el daimyo Okudaira Tadamasa, uno de sus vasallos se suicidó; a modo de aplicación de la prohibición, el shōgunato mató a los hijos del vasallo, desterró a sus otros familiares y trasladó al sucesor de Okudaira a un feudo (han) diferente y más pequeño. Los casos continuos como estos llevaron a una redeclaración de la prohibición en 1683. Este tipo de reafirmación de leyes, como se ve en muchas otras prohibiciones de Tokugawa en una miríada de otras prácticas, indica que la prohibición no se siguió ampliamente, ni se hizo cumplir de manera efectiva.
En otra ocasión, cuando el Señor Tokugawa Tadakichi, el cuarto hijo de Ieyasu, murió en 1607, se informó que cinco de sus hombres eligieron la muerte por junshi.

En 1634, cuando Señor Satake Yoshinobu estaba muriendo, un samurái de la residencia Edo del señor advirtió a sus vasallos que el señor no deseaba que murieran después de él, aunque
...es la costumbre en la sociedad contemporánea cortarse el vientre después de la muerte del maestro. Consideran que tal acción es un acto meritorio. (Hiromichi)
Sin embargo, a pesar del último deseo de Yoshinobu, dos samuráis se suicidaron después de su muerte.
Del mismo modo, cuando el famoso señor de la guerra y daimyo, Date Masamune, murió en 1636, 15 samuráis cometieron seppuku. En este caso particular, seis de ellos eran vasallos traseros cuyos maestros decidieron seguir al señor hasta la muerte.
En 1657, cuando el Señor Nabeshima Katsushige murió, veintiséis de sus samuráis se suicidaron.

Un ejemplo tardío es el general Nogi Maresuke, héroe de la Guerra ruso-japonesa. Mientras el cortejo fúnebre del emperador Meiji abandonaba el palacio imperial de Tokio, el país se sacudió por la sensacional noticia de que Maresuke se había suicidado junto con su esposa. Lo que hizo que la noticia fuera sensacional fue que Maresuke se había destripado en la antigua tradición samurái del junshi para seguir a su señor en la muerte. Carol Gluck escribió:
"En la primera audiencia no parecía posible que una de las figuras más conocidas en la vida nacional de Meiji había cometido junshi... En una nación en medio de una celebración solemne de su modernidad, su principal soldado... había seguido una costumbre que había sido prohibido por el shogunato Tokugawa como anticuado en 1663".
Inoue Tetsūjirō consideraba el suicidio de Maresuke como un motivo de celebración, a pesar del hecho de que, desde el punto de vista de la sociedad, significaba la pérdida de un gran hombre y tristeza para muchos. También agregó que el junshi de Maresuke,
"...demostró el poder del bushidō y especuló que el suicidio tendría un impacto extraordinario en Japón".
Varios pensadores también lo consideraron como un acto de lealtad y un ejemplo para los japoneses en el colapso de la moral tradicional. Otros lo denunciaron, Kiryu Yuyu lo criticó explícitamente a la luz de los llamados a revivir el bushido.